# Laguna Salada
Laguna Salada é um município da República Dominicana pertencente à província de Valverde. Inclui três distritos municipais: Cruce de Guayacanes, Jaibón e La Caya.
Sua população estimada em 2012 era de 30 041 habitantes.